# Jan Sarma
Jānis (Jan) Manfreds Baltazars Sarma, född 13 juni 1909 i Lobērģi, död 27 juli 2006 i Västerås, var en lettisk-svensk arkitekt.
Sarma, som var son till läraren Mikel Sarkanbahrd och Helena Sehboldt, avlade studentexamen i Riga 1927 samt utexaminerades som diplomingenjör i Stuttgart 1936 och som arkitekt vid Lettlands universitet i Riga 1938. Han innehade olika anställningar i Lettland 1936–1945, anställdes på Sven Ahlboms arkitektkontor i Västerås 1945 och på Västerås stads stadsplanekontor 1953. Han bedrev även privat arkitektverksamhet. Han var ledamot av förbundsstyrelsen för det lettiska arkitektförbundet (Latvijas Arhitektu biedrību) i USA och i Svenska Teknologföreningen. Han skrev artiklar i facktidskrifter.